# Afroedura bogerti
Espèce
Synonymes
- Afroedura karroica bogerti Loveridge, 1944

Afroedura bogerti est une espèce de geckos de la famille des Gekkonidae.

## Répartition
Cette espèce est endémique de la province de Kwanza-Sud en Angola.

## Étymologie
Cette espèce est nommée en l'honneur de Charles Mitchill Bogert .

## Publication originale
- Loveridge, 1944 : New geckos of the genera Afroedura, new genus, and Pachydactylus from Angola. American Museum Novitates, n. 1254, p. 1-4 (texte intégral).